# Household Objects
Household Objects (in italiano, "oggetti casalinghi") è un progetto di un album discografico del gruppo rock inglese Pink Floyd che non venne mai completato.

## Storia
(Roger Waters)

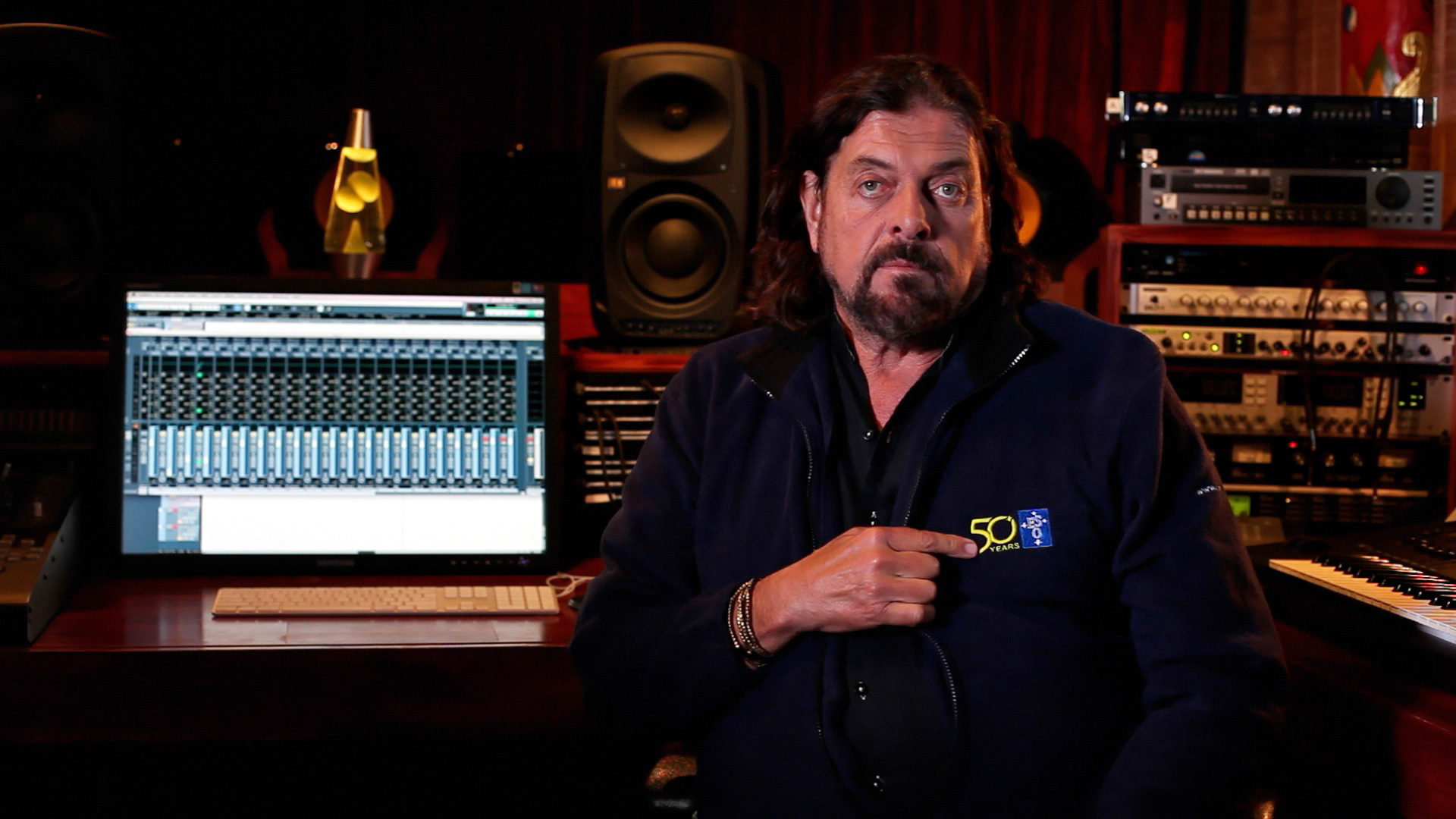
Alan Parsons, ingegnere del suono durante le registrazioni negli anni 70

L'idea di un album di solo rumori casalinghi risale al 1969 quando il gruppo iniziò a eseguire una nuova composizione, Work , che prevedeva di segare legna e far bollire acqua all'interno di bollitori sul palco; l'anno successivo venne pubblicato l'album Atom Heart Mother che comprendeva un brano, Alan's Psychedelic Breakfast, nel quale si sentivano i rumori prodotti dal roadie Alan Styles che friggeva uova e bacon e poi il suono ripetitivo di un rubinetto che gocciolava. Roger Waters, dal canto suo, aveva già realizzato un album simile, Music from "The Body" (1970), nel quale le basi musicali erano suoni registrati provenienti dal proprio corpo. Quando il gruppo si ritrovò negli Abbey Road Studios nel gennaio 1971, venne ipotizzato nuovamente di rinunciare agli strumenti convenzionali come fatto per i brani Work e Alan's Psychedelic Breakfast e, insieme all'operatore John Leckie incaricato delle registrazioni, venne creata musica usando oggetti come bottiglie di birra, giornali strappati e bombolette spray; le diverse idee furono catalogate per un futuro utilizzo ma poi il gruppo si spostò agli Air Studios di George Martin e cambiò idea, tornando all'uso di strumenti convenzionali per realizzare quello che sarebbe divenuto il loro album successivo, Meddle. Dopo il successo dell'album The Dark Side of the Moon del 1973, il gruppo cercava una nuova direzione e allora riprese l'idea di creare un intero album utilizzando solo suoni prodotti con oggetti casalinghi senza alcun strumento musicale convenzionale; vennero quindi spese settimane negli studi di Abbey Road con l'ingegnere del suono Alan Parsons sperimentando ad esempio con manici di scopa, con un'ascia che colpiva un pezzo di legno e facendo vibrare elastici tesi tra fiammiferi; alla fine però, quando Waters ebbe concepito l'idea di fare un album sull'assenza, il futuro Wish You Were Here, il progetto Household Objects fu accantonato nuovamente. Anni dopo Nick Mason, ricordando il progetto, riferì che per lui si trattava solo di una "tattica dilatoria" in assenza di un'idea concreta per un nuovo album.
L'inizio delle registrazioni dell'album ha una data ufficiale: il 1º ottobre 1973; le sessioni continuarono a singhiozzo, per piccoli periodi di due o tre giorni, sino al 5 dicembre. Vennero registrati infine due brani, The Hard Way e Wine Glasses, ma non vennero ritenute soddisfacenti all'altezza e il progetto venne abbandonato; il secondo brano però servì come base per quella che sarebbe poi diventata Shine on You Crazy Diamond. Altri suoni si ritrovano nel brano Welcome to the Machine.
David Gilmour, in diverse interviste, ricordò poi che: "Se si stappa una bottiglia di vino attraverso la bocca del collo si ottiene un suono alto, come quello delle tablas, da altri oggetti escono diverse sonorità, e così via. Ci abbiamo gingillato un po' intorno. All'epoca realizzammo quei rumori e li registrammo. Passammo un sacco di tempo lavorando con degli elastici tirati contro scatole di fiammiferi. Tutto ciò che ne cavammo fu un nastro a sedici piste con melodici bicchieri di vino. Dita bagnate, un bicchiere di vino, tutto intonato. L'abbiamo usato per l'apertura dell'album Wish You Were Here. È un suono piacevole. Così servì a qualche scopo.".
Nel 2011 vennero pubblicate nuove edizioni degli album The dark Side of the moon e Wish You Were Here; la prima contiene il brano "The hard way" (una traccia di tre minuti dove si sente quello che potrebbe essere un giornale strappato ed elastici pizzicati), mentre il secondo contiene "Wine glasses".
In un'altra intervista, Roger Waters dichiarò: "L'idea di realizzare un album senza strumenti musicali ci parve buona al momento: però non funzionò. Probabilmente perché avevamo soprattutto bisogno di riposare un po'".